# Кау (река)
Ка́у (вьет. Sông Cầu) — крупная река на северо-востоке Вьетнама.

## Описание

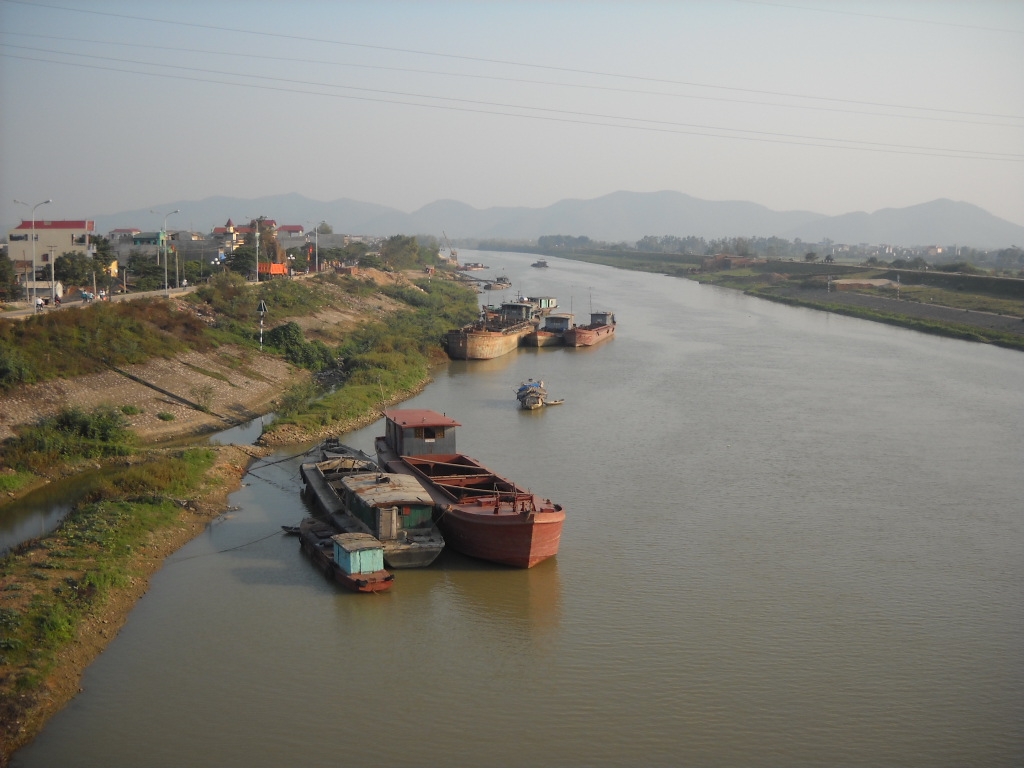
Река Кау в провинции Бакзянг

Берёт начало в провинции Баккан, в 17 км северо-восточнее её административного центра города Баккана, в уезде Тёдон.
Течёт преимущественно в южном и юго-восточном направлениях. Протекает через вьетнамские провинции Баккан, Тхайнгуен, по границе агломерации Ханоя с провинцией Бакзянг, по границе между Бакзянг и Бакнинь. На берегу реки расположены города Баккан и Тхайнгуен.
Сливается с рекой Лукнгам (Лукнам) в районе города Фалай, становясь частью речной системы Тхайбинь (Hệ thống sông Thái Bình; часть дельты реки Хонгха). Высота устья — 3,8 м над уровнем моря.
Длина реки составляет 288 км, на территории её бассейна (6030 км²) проживает около 3 млн человек (2002).
Среднегодовая норма осадков в районе реки составляет около 2063 мм в год. Среднегодовой расход воды составляет 51,7 м³/с (Thac Buoi), максимальный зарегистрированный — 3490 м³/с. Во второй половине XX века крупнейшие наводнения на реке происходили в 1968, 1971, 1983, 1986, 1990, 1992 и 1995 годах.
На 2002 год 19,9 % бассейна реки занимали леса, 29,6 % — рисовые поля, 50,6 % — прочие сельскохозяйственные земли, 0,3 % — луга.
Крупнейшими притоками реки являются Конг (длина — 96 км, площадь бассейна — 957 км²), Кало (длина — 89 км, площадь бассейна — 881 км²), Ньгиньтыонг (длина — 46 км, площадь бассейна — 465 км²), Chu (длина — 36,5 км, площадь бассейна — 437 км²), Mo Linh (длина — 27 км, площадь бассейна — 168 км²), Му (длина — 27 км, площадь бассейна — 112 км²), Kloung Lao (длина — 25 км, площадь бассейна — 160 км²) и Ду (длина — 24,5 км, площадь бассейна — 361 км²).
Основные притоки находятся справа.
Судоходство от устья до порта Дафук: маршрут длиной 86 км входит в один из 45 главных речных маршрутов страны.